# 拉丁語詞庫

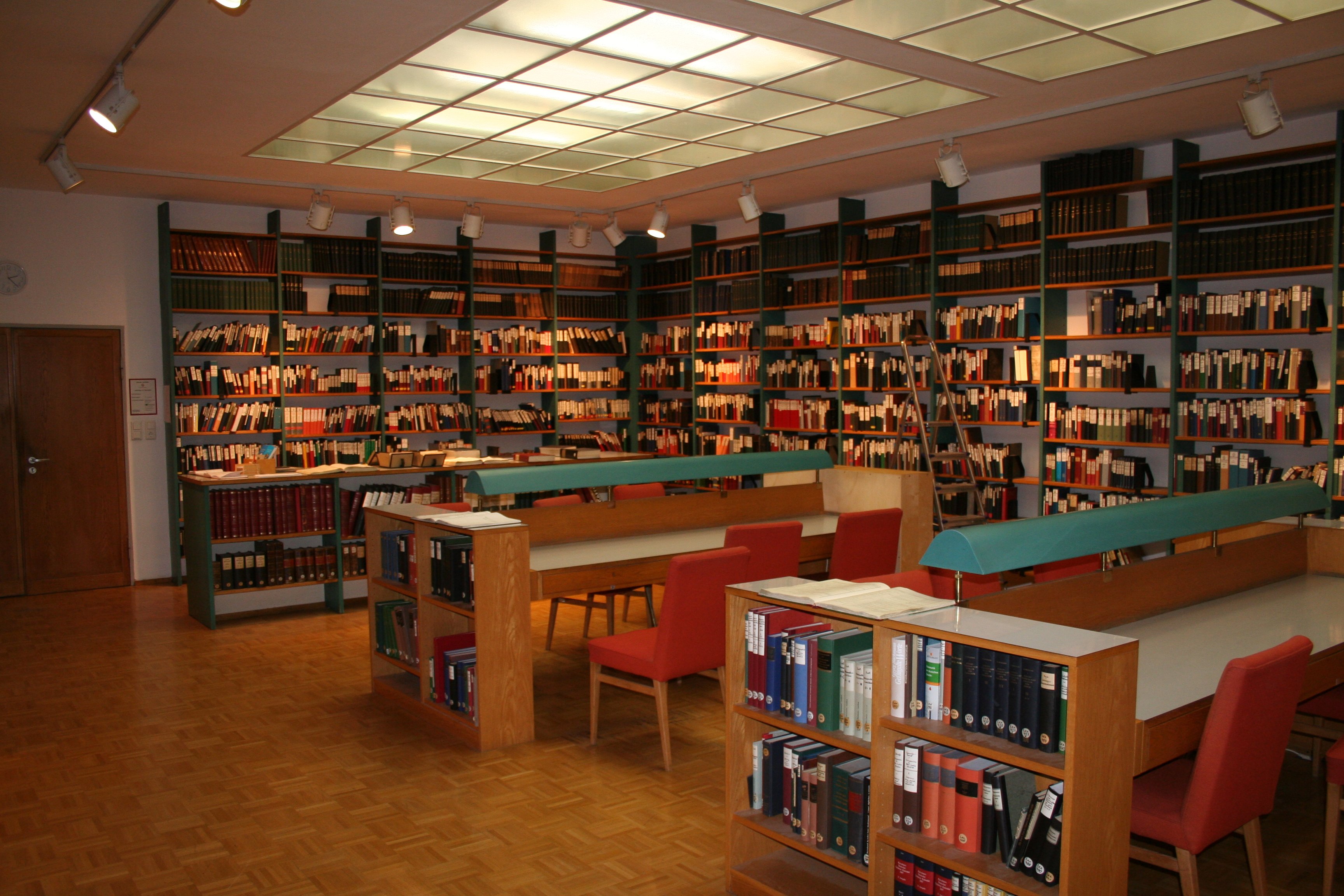
Thesaurus Linguae Latinae位於慕尼黑的图书馆

拉丁語詞庫（拉丁語：Thesaurus Linguae Latinae）（缩写为ThLL或TLL ）是一部建立在历史原则基础上的大型拉丁语词典，源流並重，涵蓋範圍自拉丁語起源到塞维利亚的伊西多尔（死于 636 年）时代的拉丁语。
拉丁語詞庫項目由Eduard Wölfflin於 1894 年创立。 当时，研究人员认为最多需要 20 年的时间。 如今预计这项工作将在 2050 年左右完成。 P 卷的最后一个分册于 2010 年出版，目前正在編輯 N 和 R 打頭的單詞。开展该词典工作的机构位于慕尼黑的巴伐利亚科学与人文学院。  Wölfflin 形容道， TLL 中的条目，是詞彙的“传记”，而不是簡單的定义。 
2019 年，TLL 在其网站上发布了每个条目的PDF版本。 

## 宗旨
拉丁語詞庫的宗旨是收集相關詞條一切有語言學意義的信息。其創始人Wölfflin曾說，拉丁語詞庫的任務，是展現“拉丁語存在的數個世紀間，即羅曼語族自拉丁語分離之前，各個語詞的傳記——起源、聯繫、繁衍、形式與意義的變更、詞彙間的交相更替，以至詞彙的消亡”。